# Campeonato Mundial de Atletismo de 2019 - 400 m com barreiras feminino
A competição dos 400 metros com barreiras feminino no Campeonato Mundial de Atletismo de 2019 foi realizada no Estádio Internacional Khalifa, em Doha, no Catar, entre os dias 1 e 4 de outubro.

## Recordes
Antes da competição, os recordes eram os seguintes: 
| Recorde mundial                               | Dalilah Muhammad (USA)     | 52.20 | Des Moines, Estados Unidos | 28 de julho de 2019    |
| Recorde do campeonato                         | Melaine Walker (JAM)       | 52.42 | Berlim, Alemanha           | 20 de agosto de 2009   |
| Melhor marca do ano                           | Dalilah Muhammad (USA)     | 52.64 | Sacramento, Estados Unidos | 25 de junho de 2017    |
| Recorde africano                              | Nezha Bidouane (MAR)       | 52.90 | Sevilha, Espanha           | 25 de agosto de 1999   |
| Recorde asiático                              | Han Qing (CHN)             | 53.96 | Pequim, China              | 9 de setembro de 1993  |
| Recorde asiático                              | Song Yinglan (CHN)         | 53.96 | Guangzhou, China           | 17 de novembro de 2001 |
| Recorde da América do Norte, Central e Caribe | Dalilah Muhammad (USA)     | 52.20 | Des Moines, Estados Unidos | 28 de julho de 2019    |
| Recorde sul-americano                         | Gianna Woodruff (PAN)      | 55.76 | Tucson, Estados Unidos     | 20 de maio de 2017     |
| Recorde europeu                               | Yuliya Pechonkina (RUS)    | 52.34 | Tula, Rússia               | 8 de agosto de 2003    |
| Recorde da Oceania                            | Debbie Flintoff-King (AUS) | 53.17 | Seul. Coreia do Sul        | 27 de setembro de 1988 |

Os seguintes recordes mundiais ou olímpicos foram estabelecidos durante esta competição:
| Data         | Evento | Atleta                 | Tempo | Notas |
| ------------ | ------ | ---------------------- | ----- | ----- |
| 4 de outubro | Final  | Dalilah Muhammad (USA) | 52.16 | ,     |

## Medalhistas
| Ouro                   | Prata                   | Bronze                |
| Dalilah Muhammad (USA) | Sydney McLaughlin (USA) | Rushell Clayton (JAM) |

## Tempo de qualificação
| Tempo de qualificação |
| --------------------- |
| 56.00                 |

## Calendário
| Data                 | Horário | Fase          |
| -------------------- | ------- | ------------- |
| 1 de outubro de 2019 | 17:30   | Eliminatórias |
| 2 de outubro de 2019 | 21:05   | Semifinais    |
| 4 de outubro de 2019 | 21:30   | Final         |

Todos os horários estão no horário local (UTC+3)

## Resultados

### Eliminatórias
Qualificação: Quatro primeiros de cada bateria (Q) e os quatro melhores tempos (q) das eliminatórias. 
| Pos. | Bateria | Raia | Atleta               | Nacionalidade   | Tempo   | Notas           |
| ---- | ------- | ---- | -------------------- | --------------- | ------- | --------------- |
| 1    | 1       | 8    | Sydney McLaughlin    | Estados Unidos  | 54.45   | Q               |
| 2    | 4       | 5    | Amalie Iuel          | Noruega         | 54.72   | Q,              |
| 3    | 3       | 5    | Dalilah Muhammad     | Estados Unidos  | 54.87   | Q               |
| 4    | 1       | 4    | Léa Sprunger         | Suíça           | 54.98   | Q,              |
| 5    | 2       | 2    | Anna Ryzhykova       | Ucrânia         | 55.11   | Q               |
| 6    | 4       | 7    | Aminat Yusuf Jamal   | Bahrein         | 55.13   | Q,              |
| 7    | 4       | 6    | Ayomide Folorunso    | Itália          | 55.20   | Q               |
| 8    | 1       | 9    | Shiann Salmon        | Jamaica         | 55.20   | Q,              |
| 9    | 5       | 7    | Rushell Clayton      | Jamaica         | 55.23   | Q               |
| 10   | 4       | 8    | Ashley Spencer       | Estados Unidos  | 55.28   | Q               |
| 11   | 4       | 3    | Femke Bol            | Países Baixos   | 55.32   | q,              |
| 12   | 2       | 9    | Zuzana Hejnová       | Chéquia         | 55.33   | Q               |
| 13   | 3       | 4    | Zurian Hechavarría   | Cuba            | 55.36   | Q               |
| 14   | 1       | 5    | Vera Rudakova        | Atletas Neutros | 55.51   | Q,              |
| 15   | 5       | 9    | Sage Watson          | Canadá          | 55.57   | Q               |
| 16   | 4       | 9    | Hanne Claes          | Bélgica         | 55.68   | q               |
| 17   | 2       | 4    | Jessica Turner       | Grã-Bretanha    | 55.72   | Q,              |
| 18   | 2       | 6    | Yadisleidis Pedroso  | Itália          | 55.78   | Q,              |
| 19   | 2       | 3    | Carolina Krafzik     | Alemanha        | 55.93   | q               |
| 20   | 3       | 7    | Joanna Linkiewicz    | Polónia         | 55.97   | Q               |
| 21   | 5       | 3    | Meghan Beesley       | Grã-Bretanha    | 55.97   | Q               |
| 22   | 1       | 3    | Lauren Boden         | Austrália       | 56.00   | q               |
| 23   | 3       | 3    | Gianna Woodruff      | Panamá          | 56.07   | Q               |
| 24   | 2       | 8    | Ronda Whyte          | Jamaica         | 56.37   |                 |
| 25   | 5       | 4    | Sarah Carli          | Austrália       | 56.37   | Q               |
| 26   | 2       | 5    | Melissa González     | Colômbia        | 56.49   |                 |
| 27   | 3       | 6    | Valeriya Andreyeva   | Atletas Neutros | 56.79   |                 |
| 28   | 5       | 6    | Linda Olivieri       | Itália          | 56.82   |                 |
| 29   | 4       | 4    | Sara Klein           | Austrália       | 56.97   |                 |
| 30   | 4       | 2    | Yanique Haye-Smith   | Turcas e Caicos | 56.98   |                 |
| 31   | 5       | 8    | Zenéy van der Walt   | África do Sul   | 57.11   |                 |
| 32   | 3       | 8    | Paulien Couckuyt     | Bélgica         | 57.15   |                 |
| 33   | 1       | 2    | Jessica Moreira      | Brasil          | 57.37   |                 |
| 34   | 5       | 5    | Lamiae Lhabze        | Marrocos        | 57.66   |                 |
| 35   | 5       | 2    | Tia-Adana Belle      | Barbados        | 58.44   |                 |
| 36   | 1       | 7    | Mariam Mamdouh Farid | Catar           | 1:09.49 | Recorde pessoal |
| 37   | 2       | 7    | Kori Carter          | Estados Unidos  | DNF     | DNF             |
| 38   | 3       | 2    | Sara Petersen        | Dinamarca       | DSQ     | 168.7(a)        |
| 38   | 1       | 6    | Portia Bing          | Nova Zelândia   | DSQ     | 168.7(a)        |

### Semifinais
Qualificação: Dois primeiros de cada bateria (Q) e os dois melhores tempos (q) das semifinais. 
| Pos. | Bateria | Raia | Atleta              | Nacionalidade   | Tempo | Notas                |
| ---- | ------- | ---- | ------------------- | --------------- | ----- | -------------------- |
| 1    | 3       | 5    | Sydney McLaughlin   | Estados Unidos  | 53.81 | Q                    |
| 2    | 1       | 5    | Dalilah Muhammad    | Estados Unidos  | 53.91 | Q                    |
| 3    | 2       | 7    | Rushell Clayton     | Jamaica         | 54.17 | Q                    |
| 4    | 1       | 4    | Sage Watson         | Canadá          | 54.32 | Q,                   |
| 5    | 2       | 5    | Zuzana Hejnová      | Chéquia         | 54.41 | Q                    |
| 6    | 2       | 8    | Ashley Spencer      | Estados Unidos  | 54.42 | q                    |
| 7    | 1       | 6    | Anna Ryzhykova      | Ucrânia         | 54.45 | q,                   |
| 8    | 3       | 6    | Léa Sprunger        | Suíça           | 54.52 | Q,                   |
| 9    | 1       | 7    | Zurian Hechavarría  | Cuba            | 55.03 |                      |
| 10   | 2       | 4    | Amalie Iuel         | Noruega         | 55.03 |                      |
| 11   | 3       | 7    | Shiann Salmon       | Jamaica         | 55.16 | Recorde pessoal      |
| 12   | 1       | 3    | Hanne Claes         | Bélgica         | 55.25 | Recorde da temporada |
| 13   | 2       | 6    | Ayomide Folorunso   | Itália          | 55.36 |                      |
| 14   | 2       | 9    | Joanna Linkiewicz   | Polónia         | 55.38 | Recorde da temporada |
| 15   | 3       | 8    | Yadisleidis Pedroso | Itália          | 55.40 | Recorde da temporada |
| 16   | 2       | 2    | Sarah Carli         | Austrália       | 55.43 | Recorde pessoal      |
| 17   | 3       | 4    | Aminat Yusuf Jamal  | Bahrein         | 55.54 |                      |
| 18   | 1       | 8    | Vera Rudakova       | Atletas Neutros | 55.57 |                      |
| 19   | 3       | 2    | Gianna Woodruff     | Panamá          | 55.61 | Recorde da temporada |
| 20   | 3       | 9    | Jessica Turner      | Grã-Bretanha    | 55.87 |                      |
| 21   | 3       | 3    | Lauren Boden        | Austrália       | 55.94 |                      |
| 22   | 1       | 2    | Femke Bol           | Países Baixos   | 56.37 |                      |
| 23   | 2       | 3    | Carolina Krafzik    | Alemanha        | 56.41 |                      |
| 24   | 1       | 9    | Meghan Beesley      | Reino Unido     | 56.89 |                      |

### Final
A final ocorreu dia 4 de outubro às 21:30. 
| Pos.              | Raia | Atleta            | Nacionalidade  | Tempo | Notas                |
| ----------------- | ---- | ----------------- | -------------- | ----- | -------------------- |
| Medalha de ouro   | 6    | Dalilah Muhammad  | Estados Unidos | 52.16 | Recorde mundial      |
| Medalha de prata  | 4    | Sydney McLaughlin | Estados Unidos | 52.23 | Recorde pessoal      |
| Medalha de bronze | 5    | Rushell Clayton   | Jamaica        | 53.74 | Recorde pessoal      |
| 4                 | 9    | Léa Sprunger      | Suíça          | 54.06 | Recorde nacional     |
| 5                 | 8    | Zuzana Hejnová    | Chéquia        | 54.23 |                      |
| 6                 | 2    | Ashley Spencer    | Estados Unidos | 54.45 |                      |
| 7                 | 3    | Anna Ryzhykova    | Ucrânia        | 54.45 | Recorde da temporada |
| 8                 | 7    | Sage Watson       | Canadá         | 54.82 |                      |

Legenda
| Recorde mundial       | Recorde mundial (World record)               |                       | Recorde africano                      | Recorde africano (African) |                                           | Q | Classificado por posição (Qualified) |
| Recorde do campeonato | Recorde do campeonato (Championship record)  | Recorde da América    | Recorde da América (Americas)         | q                          | Classificado por melhor tempo (Qualified) |   |                                      |
| Melhor marca do ano   | Melhor marca do ano (World leading)          | Recorde asiático      | Recorde asiático (Asian)              | DNS                        | Não largou (Did not start)                |   |                                      |
| Recorde nacional      | Recorde nacional (National record)           | Recorde europeu       | Recorde europeu (European)            | DNF                        | Não terminou (Did not finish)             |   |                                      |
| Recorde pessoal       | Recorde pessoal do atleta (Personal best)    | Recorde da Oceania    | Recorde da Oceania (Oceania)          | DSQ / DQ                   | Desclassificado (Disqualified)            |   |                                      |
| Recorde da temporada  | Recorde da temporada do atleta (Season best) | Recorde sul-americano | Recorde sul-americano (South America) | NM                         | Sem marca (No mark)                       |   |                                      |